# Goniacidalia furciferata
Goniacidalia furciferata är en fjärilsart som beskrevs av Alpheus Spring Packard 1873. Goniacidalia furciferata ingår i släktet Goniacidalia och familjen mätare. Inga underarter finns listade i Catalogue of Life.